# 임현진 (사회학자)
임현진(林玄鎭 1949년 4월 26일~)은 서울대학교 사회과학대 교수를 지낸 대한민국의 사회학자이자 현재 서울대학교 명예교수이며, 대한민국 학술원 회원으로, 한국학중앙연구원 이사장을 맡고 있다.

## 생애
서울대를 나왔고 미국 하바드대에서 사회학으로 박사학위를 받았다. 하버드대, 시카고대, 캘리포니아대(샌 디아고), 듀크대, 파리 5대학(디드로), 베를린자유대학, 중국 길림대, 베트남국립대(하노이) 등에서 강의와 연구를 하였다. 1983년 서울대 사회과학대학 사회학과에 교수로 부임한 이래 여러 학회활동과 사회활동을 해왔다.
나라정책연구회, 한국사회학회, 한국NGO학회, 국제개발협력학회, 한국정치사회학회, 한국사회과학협의회 등의 회장을 지냈고, 경제정의실천연합, 사회적기업포럼, 바른과학기술사회 실현을 위한 국민연합, 한국지속가능발전해법네트워크, 국제개발협력민간협의회의 공동대표를 맡았다. (사)시민의 이사장으로 NGOs에 대한 지원과 협력을 이끌고 있다.
현재 국무총리실 시민사회발전위원회 위원장으로 일하고 있다. 한국 지식인지도에 의하면 '진보적 자유주의'노선을 추구하는 중도학자로 분류되고 있다. 서울대학교 기초교육원 원장, 사회과학대학 학장을 역임한 바 있다. 그리고 전국국공사립사회과학학장협의회 공동대표, 장준하기념사업회 회장, SK 텔레콤 이사회 의장, 국회 미래전략위원회 위원장, 서울시 안전도시기획위원회 위원장, 경기도 공유경제위원회 위원장 등 다양한 활동을 하였다.
현재 서울대학교 명예교수이며, 대한민국 학술원 회원으로, 한국학중앙연구원 이사장을 맡고 있다.
주요 저서로 《라틴 아메리카의 도전과 좌절》, 《지구시대 세계의 변화와 한국의 발전》,《21세기 한국사회의 안과 밖》, 《한국의 사회운동과 진보정당》,《East Meets West》, 《New Asias 》, 《Global Challenges in Asia >》> , 《글로벌 NGOs》,《세계화와 반세계화》,《지구시민사회의 구조와 역학》, 《뒤틀린 세계화》, 《갑오년의 동아시아》, 《글로발 패러독스》, 《아시아의 부상》, 《대한민국의 길을 묻다》, 《비교시각에서 본 발정희 발전모델 》 등 60여권이 있다.
1996년 전국경제인연합회의 제7회 자유기업출판문화대상, 2018년 제27회 수당상 등을 수상하였고, 그리고 2007년 한국학술진흥재단의 '국가석학'으로 선정되었다.

## 학력
- 1967년 ~ 1971년 서울대학교 사회학 학사
- 1971년 ~ 1973년 서울대학교 대학원 사회학 석사
- 1976년 ~ 1982년 하버드대학교 대학원 사회학 박사

## 경력
- 서울대학교 사회과학대학 사회학과 조교수, 부교수, 교수 (1983-2014)
- 육군사관학교 교수부 교관 (육군 대위) (1973-1976)
- 미국 시카고대학교 동아시아연구소 초빙교수 (1989-1990), 미국 캘리포니아대학교 국제대학원 풀브라이트 교환교수(1994-1995), 미국 듀크대학교 사회학과 초빙교수 (1997, 2001-2003), 베트남 하노이국립대학교 초빙교수 (2013-2015), 프랑스 파리 제5대학교 초빙교수 (2014), 독일 베를린자유대학교 초빙교수 (2015), 중국 길림대학교 초빙교수 (2018), 미국 듀크대학교 아시아태평양연구소(APSI) 겸임교수 (2003-현재)
- 한국사회과학협의회[깨진 링크(과거 내용 찾기)] Korean Social Science Journal 편집인(1998-2000), 미국사회학회 Contemporary Sociology 편집위원 (1999-2002), Journal of East Asian Studies 편집위원 (2005-현재), 미국 뉴욕주립대학교, 스토니부룩 Globality Studies Journal 편집위원 (2007-현재), 중국 사회과학원 <國外社會科學> 편집위원 (2013-현재), 카나다 브리티쉬 컬럼비아대학교 Pacific Affairs 편집위원 (2015-현재), 가나 가나대학교 Legon Journal of Humanities 편집자문위원 (2015-현재)
- 나라정책연구회 회장 (1997), 한국NGO학회 회장 (2001), 한국사회학회 회장 (2006), 국제개발협력학회 회장 (2008), 한국정치사회학회 회장 (2008-2014), 한국사회과학협의회[깨진 링크(과거 내용 찾기)] 회장 (2014-2016)
- World Bank 컨설턴트 (2002-2003), SASE 집행위원 (2012-2015)
- 한국일보 논설위원 (1994), 교수신문 논설위원 (2001, 2003-2004)
- 한국간행물윤리위원회 위원 (2004-2005), 중앙선관위 선거방송토론위원회 위원 (2009-2015), UNESCO 한국위원회 위원 (2005-2007, 2014-2017), 한국연구재단 학술지발전위원회 위원 (2013-2016)
- 동덕여학단 이사 (2004-2007), 상지대학교 재단 이사 (2010-2014)
- 국제교류재단 이사 (2010-2013), 역사문제연구소 이사 (2001-현재), 동아시아연구원 이사 (2003-현재), 환경재단 이사 (2010-현재)
- 중앙공무원교육원 겸임교수 (1995-1998, 2003-2006)
- 통일부 정책자문위원 (2004), 국방부 정책자문위원 (2004-2006), 교육부 정책자문위원 (2004-2006), 대통령자문 정책기획위원회 위원 (2005-2007), 헌법재판소 자문위원 (2012-2014), 육군본부 정책자문위원 (2010-2012), 육군사관학교 정책자문위원 (2009-2011), 외교통상부 정책자문위원 (2008-2018), 한국국제협력단 (KOICA) 정책자문위원 (2008-2018), 국회 미래전략위원회 위원장 (2015-2016), 서울시 안전도시서울플랜위원회 위원장 (2016-2018), 경기도 공유경제위원회 위원장 (2017-2018), 대법원 대법관추천위원회 위원장 (2018), 국무총리실 시민사회발전위원회 위원장 (2017-2019), 국회 혁신자문회의 위원 (2018-2019)
- 서울대학교 사회발전연구소 소장 (1995-1999), 기초교육원 원장 (2004-2006), 사회과학대학 학장 (2006-2010), 서울대학교 아시아연구소 소장 (2009-2013)
- 전국국공립대학교 사회과학장협의회 회장 (2008-2009), 전국사회과학대학장협의회 공동대표 (2009-2010)
- 장준하기념사업회 회장 (2009-2012), 바른 과학기술사회 실현을 위한 국민연합 공동대표 (2011-2013), 경제정의실천연합 공동대표 (2012-2016), 사회적기업포럼 대표 (2014-2016), 한국지속가능발전해법네트워크 공동대표 (2014-2917), 국제개발협력시민사회포럼 (KoFID) 공동대표 (2015-2016), 대한민국 육군협회 부회장 (2016-2019), (사) 시민 이사장 (2018-현재)
- SK 텔레콤 이사회 의장 (2012-2015)
- 한국학중앙연구원 이사장 (2018~2021)
- 제20대 대통령직인수위원회 국민통합위원회 사회문화분과 위원장(2021~2022)
- 국민통합위원회 사회·문화 분과위원(2022~2023)
- 현재 서울대학교 사회과학대학 사회학과 명예교수, 대한민국 학술원 회원

## 주요 저서
- 1985 Dependent Development in Korea: 1963-1979, Seoul: SNU Press
- 1987 『현대한국과 종속이론』 서울대학교출판부
- 1993 『제3세계 연구-종속, 발전 및 민주화』서울대학교출판부
- 1998 『지구시대 세계의 변화와 한국의 발전』서울대학교출판부
- 2001 『21세기 한국사회의 안과 밖: 세계체제에서 시민사회까지』서울대학교출판부. 대한민국 학술원 우수도서
- 2002 『새로운 스포츠사회학』 백산 (공저)
- 2005 『전환기 한국의 정치와 사회: 지식.권력.운동』 집문당. 문화관광부 우수도서
- 2005 『21세기 통일한국을 향한 모색: 분단과 통일의 변증법』서울대학교출판부 (공저) . 대한민국 학술원 우수도서
- 2007 East Meets West: Civilizational Encounters and the Spirit of Capitalism in East Asia. Leiden and Boston: Brill (공편)
- 2008 『북한의 체제전환과 사회정책의 과제』 서울대학교출판부 (공저)
- 2009 『한국의 사회운동과 진보정당』서울대학교출판부. 문화체육관광부 우수도서
- 2010 The New Asias: Global Future of World Regions, Seoul: Seoul National University Press (공편). 대한민국 학술원 우수도서
- 2011 『글로발 NGOs: 국제정치의 ‘와일드 카드’』나남 (공저)
- 2011 『세계화와 반세계화: 21세기 한국의 미래를 묻는다』세창
- 2012 『지구시민사회의 구조와 역학: 이론과 실제』나남. 문화체육관광부 우수도서
- 2013 『동아시아의 협력과 공동체: 국가주의적 갈등을 넘어』 나남, (공편)
- 2013 『동아시아 대중문화소비의 새로운 흐름』 나남 (공편)
- 2014 Global Challenges in Asia: Development Models and Regional Community Building, Seoul: Seoul National University Press (공편)
- 2014 『뒤틀린 세계화: 한국의 대안찾기』 나남 (공편)
- 2014 『동아시아 문화권에서의 한류』 진인진 (공편)
- 2015 『불평등 한국, 복지국가를 꿈꾸다』 후마니타스, 2015 (공저)
- 2015 『갑오년의 동아시아』 진인진 (공편)
- 2015 『광복 70주년 대한민국 7대 과제, 21세기 일류국가를 위한 정책제언』 진인진 (공편)
- 2016 『글로발 패러독스: 아시아의 도전과 과제』 서울대학교 출판부 (공저)
- 2016 『아시아의 부상, 문명의 전환인가』 서울대학교 출판부
- 2016 『아시아는 통한다: 흐름과 관계를 통해 본 지도』, 서울대학교 출판부 (공편)
- 2016 『한국 시민사회를 그리다: 시민사회단체 기초통계 조사』, 진인진 (공저)
- 2017 『주민과 시민 사이: 한국 시민사회의 사회적경제 활동 톺아보기』, 진인진 (공저)
- 2017 『대한민국의 길을 묻다』, 백산서당
- 2017 『비교시각에서 본 박정희 발전모델: 라틴아메리카의 브라질, 멕시코, 아르헨티나, 칠레와 아시아의 한국』, 진인진
- 2017 『한국사회의 변화를 돌아보다』, 진인진 (공저)
- 2018 『한국 시민사회를 새롭게 하라』, 진인진 (공저)
- 2018 『한국사회의 변화를 돌아보다』, 진인진 (공저)
- 2018 Mobile Asia: Capitalisms, Value Chains and Mobile Telecommunication in Asia, Seoul: Seoul National University Press (with Joonkoo Lee).
- 2018 Capitalism and Capitalisms in Asia: Origin, Commonality, and Diversity, Seoul: Seoul National University Press (공편)
- 2019 Democracy in Crisis, Seoul: Baiksan (공편)
- 2019 『위기 속의 민주주의』, 백산서당 (공편)
- 2019 Global Capitalism and Culture in East Asia, Seoul: Seoul National University Press (공편)
- 2020 『마을에 해답이 있다: 한국사회에서 지역 되찾기』, 진인진 (공저)
- 2021 『글로발 아시아: 자본주의 발전과 포스트 발전국가의 미래』, 서울대학교 출판부 (공저)
- 2023 Knitting Asia, Weaving Development: Globalization of the Korean Apparel Industry, Palgrave Macmillan (공편)
- 2023 COVDI-19 in East Asia and Aftermath: Re-Globalization, Democracy and Civil Society, Zininzin (공편)

## 상벌
- 1969년 서울대학교 우등상
- 1976-1982년 하바드-옌칭 펠로우
- 1994-1995년 풀브라이트 펠로우
- 2017년 UW 심 펠로우
- 1996년 제7회 자유기업출판문화대상, 전국경제인연합회
- 2007년 2007년 인문사회분야 국가석학, 한국연구재단
- 2014년 옥조근정훈장
- 2018년 수당상
- 2023년 제19회 경암상 인문사회부문
- 2023년 제19회 DMZ평화상 학술부문